# Aspen (plaats)
Aspen is de grootste plaats van Pitkin County in de Amerikaanse staat Colorado, met in 2006 5804 inwoners. Het in de Rocky Mountains gelegen dorp is sinds eind jaren 40 vooral bekend als skioord. Sinds 2002 worden in Aspen de Winter X Games gehouden.

## Geschiedenis
Aspen ontstond aan het eind van de 19e eeuw als nederzetting van zilverdelvers. De plaats is genoemd naar de vele ratelpopulieren in de omgeving, aspen in het Engels.
Vanaf 1940 ging de industrieel Walter Paepcke uit Chicago zich inzetten om het plaatsje te ontwikkelen tot een skioord. In 1946 haalde hij de Bauhaus-kunstenaar Herbert Bayer over om Aspen te ontwikkelen. Deze bouwde er onder meer het Aspen Instituut voor Humanistische Studies, dat Paepcke in 1950 stichtte. Ook renoveerde hij het Wheeler Operagebouw en het Hotel Jerome, en legde het Anderson park aan.

## Plaatsen in de nabije omgeving
De onderstaande figuur toont nabijgelegen plaatsen in een straal van 40 km rond Aspen.

## Bekende inwoners van Aspen

### Geboren
- Alexi Grewal (1960) , wielrenner
- Jeremy Abbott (1985), kunstschaatser
- Alex Ferreira (1994), freestyleskiër

### Woonachtig (geweest)
- Herbert Bayer (1900-1985), Bauhaus-kunstenaar.
- Jack Nicholson (1937), acteur
- John Denver (1943-1997), countryzanger, songwriter, musicus
- Goldie Hawn (1945), actrice
- Kurt Russell (1951), acteur
- Felicity Huffman (1962), actrice
- Charlie Sheen (1965), acteur
- Lance Armstrong (1971), wielrenner, triatleet
- Heidi Klum (1973), fotomodel
- Kate Hudson (1979), actrice